# Not Now
Not Now is een nummer van de Amerikaanse rockband Blink-182 uit 2005. Het verscheen als nieuw nummer op hun verzamelalbum Greatest Hits.
Het uptempo poppunknummer is het laatste nummer dat Blink-182 uitbracht, voordat ze een pauze inlasten van vier jaar.